# Saint-Victor, Ardèche

Saint-Victor este o comună în departamentul Ardèche din sud-estul Franței. În 1 ianuarie 2022 avea o populație de 961 de locuitori.